# Сибирский цирюльник
«Сиби́рский цирю́льник» — российско-французско-итальянско-чешский художественный фильм режиссёра Никиты Михалкова 1998 года.
Слоган фильма — «Он русский. Это многое объясняет».
В 2000 году был удостоен Государственной премии Российской Федерации. Премьера фильма на телевидении состоялась 1 января 2001 года на канале РТР.

## Сюжет
В фильме две сюжетные линии. Первая — Россия, 1885 год, время правления императора Александра III. В Россию приезжает иностранный изобретатель уникальной машины «Сибирский цирюльник» — Дуглас МакКрекен. В качестве поддержки он использует американскую авантюристку Джейн Кэлэген, которая, выдавая себя за его дочь, должна помочь проекту своими связями с российскими чиновниками, в частности с генералом Николаем Карловичем Радловым. Но первым русским, познакомившимся с Джейн, случайно оказывается юнкер Императорского военного училища Андрей Толстой.
Между Андреем и Джейн возникают взаимоотношения, на пути которых становится генерал Радлов, в своём почтенном возрасте решивший сделать предложение Джейн. Поступки Толстого, вызванные ревностью, приводят его на каторгу в Сибирь, разлучив с возлюбленной.
Вторая сюжетная линия — американский летний военный тренировочный лагерь, 1905 год. Воспитанник военного лагеря, повесивший у себя над кроватью портрет австрийского композитора Вольфганга Амадея Моцарта, подвергается нападкам со стороны малообразованного сержанта О’Лири по кличке «Бешеный Пёс». Отказ произнести оскорбительную фразу в адрес великого композитора приводит к противостоянию сержанта и курсанта, который оказывается сыном Андрея Толстого и Джейн.

## В ролях
- Джулия Ормонд — Джейн Кэлэген-МакКрекен
- Олег Меньшиков — Андрей Алексеевич Толстой, юнкер Императорского военного училища / Эндрю МакКрекен, американский кадет, сын Андрея и Джейн
- Алексей Петренко — генерал Николай Карлович Радлов
- Ричард Харрис — Дуглас МакКрекен, изобретатель
- Владимир Ильин — капитан Павел Тимофеевич Мокин, старший надзиратель над юнкерами
- Даниэль Ольбрыхский — Копновский
- Анна Михалкова — Дуняша, горничная в доме Толстых, позже жена Андрея
- Марина Неёлова — мать Андрея
- Авангард Леонтьев — Николя, дядя Андрея
- Элизабет Сприггс — графиня Перепёлкина
- Мак Макдональд — О’Лири («Бешеный Пёс»), сержант армии США
- Евгений Стеблов — великий князь Алексей Александрович
- Леонид Куравлёв — Букин, вахмистр
- Роберт Харди — Форстен
- Владимир Зайцев — адъютант Радлова
- Марат Башаров — юнкер Полиевский
- Никита Татаренков — юнкер Алибеков
- Артём Михалков — юнкер Бутурлин
- Георгий Дронов — юнкер Назаров
- Никита Михалков — Александр III
- Изабель Рено — императрица Мария Фёдоровна
- Инна Набатова — великая княгиня Александра
- Филипп Дьячков — великий князь Михаил
- Виктор Вержбицкий — адъютант великого князя
- Александр Леньков — учёный
- Александр Ильин — купец
- Евгений Дворжецкий — террорист
- Ганна Стржедова — горничная
- Владимир Тушко — проводник
- Александр Мохов — офицер у Бутырской тюрьмы
- Пьер Осседа — Геллер
- Владимир Горюшин — Кузьма, кучер
- Саид Нуру — абиссинский принц
- Пьер Нарцисс — слуга принца
- Евгений Буслаев — губернатор
- Ольга Анохина — губернаторша
- Александр Яковлев — Максимыч
- Татьяна Кузнецова — классная дама
- Мария Максакова — институтка
- Жорж Румянцев — массовка

## Съёмочная группа
- Оригинальная идея: Никита Михалков
- Авторы сценария: Рустам Ибрагимбеков, Никита Михалков
- Режиссёр-постановщик: Никита Михалков
- Оригинальная музыка: Эдуард Артемьев
- Главный оператор: Павел Лебешев
  - Операторы: Элизбар Караваев, Франко Ди Джакомо
- Главный художник: Владимир Аронин
- Костюмы: Наталья Иванова, Сергей Стручев
- Консультанты: генерал-лейтенант Валентин Кулаженков, генерал-лейтенант Сергей Шойгу, Юрий Воробьёв
- Государственный симфонический оркестр кинематографии
- Постановщик трюков: Валерий Деркач
- Исполнительный продюсер: Леонид Верещагин
- Продюсеры: Никита Михалков, Мишель Сейду

## Награды
- Создатели фильма — режиссёр-постановщик Никита Михалков, автор сценария Рустам Ибрагимбеков, оператор-постановщик Павел Лебешев, художник-постановщик Владимир Аронин, художник по костюмам Наталья Иванова, композитор Эдуард Артемьев, исполнители ролей Владимир Ильин, Олег Меньшиков, Алексей Петренко, исполнительный продюсер Леонид Верещагин, — были награждены Государственной премией Российской Федерации в области литературы и искусства 1999 года.
- Премия «Золотой Овен» в категории «Лучшая роль второго плана» — Владимиру Ильину[2].
- Гран-при (собрал 99 % голосов в номинации из 23 фильмов) и Приз за лучшую мужскую роль (Александр Петренко) на VII кинофестивале «Виват кино России!» (май 1999 года, Санкт-Петербург)[3].

Картина была выбрана претендентом на «Оскар» от России. Но в 1999 году была дисквалифицирована по причине того, что так и не вышла в коммерческий прокат в России к сроку, потому что была доработана только в феврале. Создатели пытались симулировать недельный показ картины в московском кинотеатре «Зарядье», однако вести об этом быстро распространились в американских СМИ. Отмечалось тогда и то, что фильм мог претендовать сразу на несколько статуэток, так как снят, в основном, на английском языке.
Единственным кинофестивалем, куда режиссёр Никита Михалков отдал фильм, был Международный кинофорум православного кино «Золотой Витязь», где картина получила Гран-при:

Сенсация отнюдь не в том, что «Сибирскому цирюльнику» дали приз, в этом никто и не сомневался. А в том, что Михалков дал свой фильм в конкурс. Напомним, что Михалков не отдавал «Цирюльника» ни на один фестивальный конкурс и даже снял фильм с голосования российской киноакадемии на приз «Ника».— Коммерсантъ, 2000 год

## Подробности съёмок
- Часть фильма снимали в окрестностях городов Горбатова и Костромы.
- Пейзажи американского летнего военного тренировочного лагеря снимались в Чехии, а также в Португалии, на юге полуострова Сетубал.
- Специально для съёмок фильма, по просьбе Никиты Михалкова к президенту России Борису Ельцину, на 10 часов отключили внутреннее освещение кремлёвских звёзд, которые были видны с Васильевского Спуска; до этого оно отключалось лишь однажды — в начале Великой Отечественной войны[6][7]. Кроме того, были проложены рельсы для конки через Иверские ворота.
- Фильм начал снимать итальянский оператор Франко Ди Джакомо, с которым Михалков снял до этого фильмы «Очи чёрные» и «Автостоп». Но после окончания съемок в Сибири Михалков понял, что они с оператором по-разному понимают и чувствуют стилистику картины, и было решено заменить итальянского оператора Павлом Лебешевым, с которым Михалков до этого снял 7 картин и был в размолвке 14 лет[8].

В 2005 году студия «ТриТэ» сообщила о подготовке телеверсии фильма из пяти часовых серий, однако в 2014 году стало известно, что коробки с плёнкой исчезли при перевозке из Парижа в Рим.
14 марта 2021 года стартовал повторный прокат в кинотеатрах.

## Саундтрек
Диск с музыкой Эдуарда Артемьева к фильму «Сибирский цирюльник» продаётся в России как импорт, поскольку он выпускается европейским отделением фирмы «Сони» для Европы (альбом находится в категории «классическая музыка»).[значимость факта?]
Музыка записана Симфоническим оркестром кинематографии (солист — Илья Ферапонтов, флюгельгорн). Частью пьес дирижировал Сергей Скрипка, частью — Дмитрий Атовмян. Продюсер записи — Мишель Сейду, сведение происходило в студии Metropolis (Лондон).

## Восприятие, критика
Михаил Круг отрицательно высказался о фильме:

Скорее всего, это один из способов понравиться американцам. Неподчинение курсанта генералу – такого в России вообще не могло быть. Это больше характерно для американского бульварного кинематографа. У нас мальчишка-кадет воспитывался в уважении к старшим. Как яблоня не может плодоносить в пустыне, так и не может быть того, чтобы отпрыск дворянского сословия в Кадетском корпусе вырос неблагодарным курсантом. Мне не понравился фильм и это желание Михалкова понравиться американцам. Показать доблестного русского генерала, защитника России, шутом балаганным! Задеты патриотические чувства россиян, зато какой бальзам на душу Запада! Алкоголики одни у нас живут! Если бы все в России водку пили, как генерал в фильме, мы бы никогда не сбили этого шпиона Пауэрса на его «У-2». Не узнали бы тайну атомной бомбы, разведчики наши не работали бы за границей… С этой точки зрения не понравился мне «Сибирский цирюльник». И Михалков в роли царя – тоже. Безобразие! Он не сыграл Александра Третьего, он, по-моему, просто одел его форму – сам он себя давно видит царем.